# غريغوري رايت كارمان
غريغوري رايت كارمان (بالإنجليزية: Gregory W. Carman) (31 يناير 1937) هو أحد القضاة في محكمة الولايات المتحدة للتجارة الدولية، وعضو جمهوري سابق في مجلس النواب الأمريكي من ولاية نيويورك.